# فهرست کشورها بر پایه تولید فولاد
در این مقاله فهرست‌های کشورها بر پایه تولید، واردات و صادرات جهانی فولاد به‌طور خلاصه آمده‌است.
در سال ۲۰۱۸، کل تولید فولاد خام جهان ۱۸۰۸٫۶ میلیون تن (Mt) بود. بزرگترین کشور تولید کننده فولاد اکنون چین است که ۵۱٫۳ درصد از تولید جهانی فولاد در سال ۲۰۱۸ را به خود اختصاص داده‌است. در سال‌های ۲۰۰۸، ۲۰۰۹، ۲۰۱۵ و ۲۰۱۶ در بیشتر کشورهای تولیدکننده فولاد به دلیل رکود جهانی تولید کاهش یافت. در سال ۲۰۱۰ و ۲۰۱۷ تولید دوباره شروع به افزایش کرد.

## فهرست کشورها بر اساس تولید فولاد
این فهرست کشورها بر مبنای تولید فولاد در سال‌های ۱۹۶۷، ۱۹۸۰، ۱۹۹۰، ۲۰۰۰ و از ۲۰۰۷ تا ۲۰۱۸ بر اساس داده‌های ارائه شده توسط انجمن جهانی فولاد ارائه شده‌است. همه کشورهایی که سالانه حداقل ۲ میلیون تن فولاد خام تولید می‌کنند، ذکر شده‌اند.
| رتبه (۲۰۱۸) | کشور          | 2018   | 2017   | 2016   | 2015   | 2014   | 2013   | 2012   | 2011   | 2010        | 2009        | 2008        | 2007        | 2000  | 1990  | 1980  | 1967  |
| ----------- | ------------- | ------ | ------ | ------ | ------ | ------ | ------ | ------ | ------ | ----------- | ----------- | ----------- | ----------- | ----- | ----- | ----- | ----- |
| —           | جهان          | ۱۸۰۸٫۶ | ۱۶۷۴٫۸ | ۱۶۰۶٫۳ | ۱۶۲۰٫۴ | ۱۶۷۰٫۱ | ۱۶۴۹٫۳ | ۱۵۵۲٫۹ | ۱۴۹۰٫۱ | ۱۴۱۳٫۶      | ۱۲۱۹٫۷      | ۱۳۲۶٫۵      | ۱۳۵۱٫۳      | ۸۵۰٫۱ | ۷۷۰٫۴ | ۷۱۶٫۴ | ۴۹۷٫۲ |
| ۱           | چین           | ۹۲۸٫۳  | ۸۳۱٫۷  | ۷۸۶٫۹  | ۸۰۳٫۸  | ۸۲۲٫۷  | ۷۷۹٫۰  | ۷۲۴٫۷  | ۶۸۳٫۳  | ۶۲۶٫۷       | ۵۷۳٫۶       | ۵۰۰٫۳       | ۴۹۴٫۹       | ۱۲۸٫۵ | ۶۶٫۴  | ۳۷٫۱  | ۱۴٫۰  |
| —           | اتحادیه اروپا | ۱۶۸٫۲  | ۱۶۸٫۷  | ۱۶۲٫۳  | ۱۶۶٫۲  | ۱۶۹٫۳  | ۱۶۶٫۴  | ۱۶۸٫۶  | ۱۷۷٫۷  | ۱۷۲٫۸       | ۱۳۹٫۳       | ۱۹۸٫۲       | ۲۱۰٫۲       | ۱۹۳٫۵ | ۱۹۱٫۸ | ۲۰۸٫۰ | n/a   |
| ۲           | هند           | ۱۰۶٫۵  | ۱۰۱٫۴  | ۹۵٫۵   | ۸۹٫۶   | ۸۷٫۳   | ۸۱٫۲   | ۷۷٫۳   | ۷۲٫۲   | ۶۸٫۳        | ۶۲٫۸        | ۵۷٫۸        | ۵۳٫۵        | ۲۶٫۹  | ۱۵٫۰  | ۹٫۵   | ۶٫۳   |
| ۳           | ژاپن          | ۱۰۴٫۳  | ۱۰۴٫۷  | ۱۰۴٫۸  | ۱۰۵٫۲  | ۱۱۰٫۷  | ۱۱۰٫۶  | ۱۰۷٫۲  | ۱۰۷٫۶  | ۱۰۹٫۶       | ۸۷٫۵        | ۱۱۸٫۷       | ۱۲۰٫۲       | ۱۰۶٫۴ | ۱۱۰٫۳ | ۱۱۱٫۴ | ۶۲٫۰  |
| ۴           | ایالات متحده  | ۸۶٫۷   | ۸۱٫۶   | ۷۸٫۵   | ۷۸٫۹   | ۸۸٫۲   | ۸۷٫۰   | ۸۸٫۶   | ۸۶٫۲   | ۸۰٫۶        | ۵۸٫۲        | ۹۱٫۴        | ۹۸٫۱        | ۱۰۱٫۸ | ۸۹٫۷  | ۱۰۱٫۴ | ۱۱۵٫۰ |
| ۵           | کره جنوبی     | ۷۲٫۵   | ۷۱٫۱   | ۶۸٫۶   | ۶۹٫۷   | ۷۱٫۵   | ۶۶٫۰   | ۶۹٫۳   | ۶۸٫۵   | ۵۸٫۵        | ۴۸٫۶        | ۵۳٫۶        | ۵۱٫۵        | ۴۳٫۱  | ۲۳٫۱  | ۸٫۵   | ۰٫۳   |
| ۶           | روسیه         | ۷۱٫۷   | ۷۱٫۳   | ۷۰٫۵   | ۷۱٫۱   | ۷۱٫۵   | ۶۹٫۴   | ۷۰٫۶   | ۶۸٫۷   | ۶۶٫۹        | ۶۰٫۰        | ۶۸٫۵        | ۷۲٫۴        | ۵۹٫۱  | n/a   | n/a   | n/a   |
| ۷           | آلمان         | ۴۲٫۴   | ۴۳٫۶   | ۴۲٫۱   | ۴۲٫۷   | ۴۲٫۹   | ۴۲٫۶   | ۴۲٫۷   | ۴۴٫۳   | ۴۳٫۸        | ۳۲٫۷        | ۴۵٫۸        | ۴۸٫۶        | ۴۶٫۴  | ۴۴٫۰  | ۵۱٫۱  | ۴۱٫۳  |
| ۸           | ترکیه         | ۳۷٫۳   | ۳۷٫۵   | ۳۳٫۲   | ۳۱٫۵   | ۳۴٫۰   | ۳۴٫۷   | ۳۵٫۹   | ۳۴٫۱   | ۲۹٫۰        | ۲۵٫۳        | ۲۶٫۸        | ۲۵٫۸        | ۱۴٫۳  | ۹٫۴   | ۲٫۵   | ۱٫۰   |
| ۹           | برزیل         | ۳۴٫۷   | ۳۴٫۴   | ۳۰٫۲   | ۳۳٫۳   | ۳۳٫۹   | ۳۴٫۲   | ۳۴٫۷   | ۳۵٫۲   | ۳۲٫۸        | ۲۶٫۵        | ۳۳٫۷        | ۳۳٫۸        | ۲۷٫۹  | ۲۰٫۶  | ۱۵٫۳  | ۳٫۶   |
| ۱۰          | ایران         | ۲۵     | ۲۱٫۸   | ۱۷٫۹   | ۱۶٫۱   | ۱۶٫۳   | ۱۵٫۴   | ۱۴٫۵   | ۱۳٫۰   | ۱۲٫۰        | ۱۰٫۹        | ۱۰٫۰        | ۱۰٫۱        | ۶٫۶   | ۱٫۴   | ۰٫۵   | —     |
| ۱۱          | ایتالیا       | ۲۴٫۵   | ۲۴٫۰   | ۲۳٫۳   | ۲۲٫۰   | ۲۳٫۷   | ۲۴٫۱   | ۲۷٫۲   | ۲۸٫۷   | ۲۵٫۸        | ۱۹٫۷        | ۳۰٫۶        | ۳۱٫۶        | ۲۶٫۸  | ۲۵٫۵  | ۲۶٫۵  | ۱۵٫۹  |
| ۱۲          | تایوان        | ۲۳٫۲   | ۲۳٫۲   | ۲۱٫۸   | ۲۱٫۴   | ۲۳٫۱   | ۲۲٫۳   | ۲۰٫۷   | ۲۰٫۲   | ۱۹٫۸        | ۱۵٫۸        | ۱۹٫۹        | ۲۰٫۹        |       |       |       |       |
| ۱۳          | اوکراین       | ۲۱٫۱   | ۲۲٫۷   | ۲۴٫۲   | ۲۲٫۹   | ۲۷٫۲   | ۳۲٫۸   | ۳۲٫۹   | ۳۵٫۳   | ۳۳٫۶        | ۲۹٫۹        | ۳۷٫۳        | ۴۲٫۸        | ۳۱٫۸  | 54.6  | 52.3  | n/a   |
| ۱۴          | مکزیک         | ۲۰٫۱   | ۲۰٫۰   | ۱۹٫۰   | ۱۸٫۳   | ۱۹٫۰   | ۱۸٫۲   | ۱۸٫۱   | ۱۸٫۱   | ۱۷٫۰        | ۱۴٫۲        | ۱۷٫۲        | ۱۷٫۶        | ۱۵٫۶  | ۸٫۷   | ۷٫۱   | ۳٫۰   |
| ۱۵          | فرانسه        | ۱۵٫۴   | ۱۵٫۵   | ۱۴٫۶   | ۱۵٫۰   | ۱۶٫۱   | ۱۵٫۷   | ۱۵٫۶   | ۱۵٫۸   | ۱۵٫۴        | ۱۲٫۸        | ۱۷٫۹        | ۱۹٫۳        | ۲۱٫۰  | ۱۹٫۰  | ۲۳٫۱  | ۱۹٫۶  |
| ۱۶          | اسپانیا       | ۱۴٫۳   | ۱۴٫۵   | ۱۳٫۶   | ۱۴٫۹   | ۱۴٫۳   | ۱۳٫۷   | ۱۳٫۶   | ۱۵٫۶   | ۱۶٫۳        | ۱۴٫۳        | ۱۸٫۶        | ۱۹٫۰        | ۱۵٫۸  | ۱۲٫۹  | ۱۲٫۸  | ۴٫۵   |
| ۱۷          | ویتنام        | ۱۴٫۱   | 10.3   | 7.8    | ۵٫۷    | ۵٫۹    | ۵٫۶    | ۵٫۳    | ۴٫۹    | ۲٫۷         | ۲٫۷         | ۲٫۷         | ۲٫۳         | ۰٫۳   | ۰٫۱   | ۰٫۱   | —     |
| ۱۸          | کانادا        | ۱۳٫۱   | ۱۳٫۷   | ۱۲٫۷   | ۱۲٫۵   | ۱۲٫۷   | ۱۲٫۴   | ۱۳٫۵   | ۱۳٫۱   | ۱۳٫۰        | ۹٫۰         | ۱۴٫۸        | ۱۵٫۶        | ۱۶٫۶  | ۱۲٫۳  | ۱۵٫۹  | ۸٫۸   |
| ۱۹          | لهستان        | ۱۰٫۲   | ۱۰٫۳   | ۸٫۹    | ۹٫۱    | ۸٫۶    | ۸٫۰    | ۸٫۴    | ۸٫۸    | ۸٫۰         | ۷٫۲         | ۹٫۷         | ۱۰٫۶        | ۱۰٫۵  | ۱۳٫۶  | ۱۹٫۵  | ۱۰٫۴  |
| ۲۰          | بلژیک         | ۸٫۰    | ۷٫۷    | ۷٫۷    | ۷٫۲    | ۷٫۳    | ۷٫۱    | ۷٫۴    | ۸٫۱    | ۸٫۱         | ۵٫۶         | ۱۰٫۷        | ۱۰٫۷        | ۱۱٫۶  | ۱۱٫۵  | ۱۲٫۳  | ۹٫۷   |
| ۲۱          | مصر           | ۷٫۸    | ۶٫۸    | ۵٫۰    | ۵٫۵    | ۶٫۵    | ۶٫۸    | ۶٫۶    | ۶٫۵    | ۶٫۷         | ۵٫۵         | ۶٫۲         | ۶٫۲         | ۲٫۸   | ۲٫۲   | ۱٫۰   | ۰٫۴   |
| ۲۲          | بریتانیا      | ۷٫۷    | ۷٫۵    | ۷٫۶    | ۱۰٫۸   | ۱۲٫۱   | ۱۱٫۹   | ۹٫۶    | ۹٫۵    | ۹٫۷         | ۱۰٫۱        | ۱۳٫۵        | ۱۴٫۳        | ۱۵٫۲  | ۱۷٫۸  | ۱۱٫۳  | ۲۴٫۳  |
| ۲۳          | اتریش         | ۶٫۹    | ۸٫۱    | ۷٫۴    | ۷٫۷    | ۷٫۹    | ۷٫۹    | ۷٫۴    | ۷٫۵    | ۷٫۲         | ۵٫۷         | ۷٫۶         | ۷٫۶         | ۵٫۷   | ۴٫۳   | ۴٫۶   | ۳٫۰   |
| ۲۴          | هلند          | ۶٫۸    | ۶٫۸    | ۶٫۹    | ۷٫۰    | ۷٫۰    | ۶٫۷    | ۶٫۹    | ۶٫۹    | ۶٫۷         | ۵٫۲         | ۶٫۸         | ۷٫۴         | ۵٫۷   | ۵٫۴   | ۵٫۳   | ۳٫۴   |
| ۲۵          | آفریقای جنوبی | ۶٫۳    | ۶٫۳    | ۶٫۱    | ۷٫۶    | ۶٫۶    | ۷٫۲    | ۷٫۱    | ۶٫۷    | ۸٫۵         | ۷٫۵         | ۸٫۳         | ۹٫۱         | ۸٫۵   | ۸٫۷   | ۹٫۱   | ۳٫۷   |
| ۲۶          | استرالیا      | ۵٫۷    | ۵٫۳    | ۵٫۳    | ۴٫۹    | ۴٫۶    | ۴٫۷    | ۴٫۹    | ۶٫۴    | ۷٫۳         | ۵٫۲         | ۷٫۶         | ۷٫۹         | ۷٫۱   | ۶٫۶   | ۷٫۶   | ۶٫۳   |
| ۲۷          | اندونزی       | ۵٫۵    | ۵٫۲    | ۴٫۸    | ۴٫۹    | ۴٫۴    | ۲٫۶    | ۲٫۳    | ۳٫۶    | ۳٫۶         | ۳٫۵         | ۳٫۹         | ۴٫۱         | ۲٫۹   | ۲٫۸   | ۰٫۵   | —     |
| ۲۸          | عربستان       | ۵٫۲    | 4.8    | ۵٫۵    | ۵٫۷    | ۶٫۳    | ۵٫۴    | ۵٫۲    | ۵٫۳    | ۵٫۰         | ۴٫۷         | ۴٫۷         | ۴٫۶         | ۳٫۰   | ۱٫۸   | ۰٫۱   | —     |
| ۲۹          | اسلواکی       | ۵٫۲    | ۵٫۰    | ۴٫۸    | ۴٫۶    | ۴٫۷    | ۴٫۵    | ۴٫۴    | ۴٫۲    | ۴٫۶         | ۳٫۷         | ۴٫۵         | ۵٫۱         | ۳٫۷   | 5.1   | n/a   | n/a   |
| ۳۰          | آرژانتین      | ۵٫۲    | ۴٫۶    | ۴٫۱    | ۵٫۰    | ۵٫۵    | ۵٫۲    | ۵٫۰    | ۵٫۷    | ۵٫۱         | ۴٫۰         | ۵٫۵         | ۵٫۴         | ۴٫۵   | ۳٫۶   | ۲٫۷   | ۱٫۳   |
| ۳۱          | چک            | ۵٫۰    | ۴٫۶    | ۵٫۳    | ۵٫۳    | ۵٫۴    | ۵٫۲    | ۵٫۱    | ۵٫۶    | ۵٫۲         | ۴٫۶         | ۶٫۴         | ۷٫۱         | ۶٫۲   | 9.7   | n/a   | n/a   |
| ۳۲          | پاکستان       | ۴٫۸    | ۵٫۰    | ۳٫۶    | ۲٫۹    | ۲٫۴    | ۱٫۹    | ۱٫۶    | ۱٫۶    | ۱٫۴         | ۱٫۲         | ۲٫۰         | ۱٫۱         | ۱٫۰   | ۰٫۸   | —     | —     |
| ۳۳          | سوئد          | ۴٫۷    | ۴٫۷    | ۴٫۶۲   | ۴٫۴    | ۴٫۵    | ۴٫۴    | ۴٫۳    | ۴٫۹    | ۴٫۸         | ۲٫۸         | ۵٫۲         | ۵٫۷         | ۵٫۲   | ۴٫۵   | ۴٫۲   | ۴٫۷   |
| ۳۴          | قزاقستان      | ۴٫۶    | ۴٫۴    | ۴٫۲    | ۳٫۶    | ۳٫۷    | ۳٫۳    | ۳٫۹    | ۴٫۷    | ۴٫۳         | ۴٫۱         | ۴٫۳         | ۴٫۸         | ۴٫۷   | 7.4   | n/a   | n/a   |
| ۳۵          | تایلند        | ۴٫۳    | ۴٫۵    | ۳٫۸    | ۳٫۷    | ۴٫۱    | ۳٫۶    | ۳٫۳    | ۴٫۲    | ۳٫۷         | ۳٫۶         | ۵٫۲         | ۵٫۶         | ۲٫۱   | ۰٫۷   | ۰٫۵   | —     |
| ۳۶          | فنلاند        | ۴٫۱    | ۴٫۰    | ۴٫۱    | ۴٫۰    | ۳٫۸    | ۳٫۵    | ۳٫۸    | ۴٫۰    | ۴٫۰         | ۳٫۱         | ۴٫۴         | ۴٫۴         | ۴٫۱   | ۲٫۹   | ۲٫۵   | ۰٫۴   |
| ۳۷          | رومانی        | ۳٫۵    | ۳٫۶    | ۳٫۳    | ۳٫۴    | ۳٫۲    | ۳٫۰    | ۳٫۳    | ۳٫۸    | ۳٫۹         | ۲٫۷         | ۵٫۰         | ۶٫۳         | ۴٫۷   | ۹٫۷   | ۱۳٫۲  | ۴٫۱   |
| ۳۹          | مالزی         | ۳٫۵    | ۲٫۸    | ۲٫۸    | ۳٫۸    | ۴٫۳    | ۴٫۷    | ۵٫۶    | ۵٫۹    | ۴٫۱         | ۴٫۰         | ۶٫۴         | ۶٫۹         | ۳٫۷   | ۱٫۱   | ۰٫۲   | ۰٫۱   |
| ۳۸          | امارات        | ۳٫۲    | ۳٫۳    | ۳٫۲    | ۳٫۰    | ۲٫۴    | ۲٫۹    | ۲٫۴    | ۲٫۰    | ۰٫۵         | ۰٫۲         | ۰٫۱         | ۰٫۱         | ۰٫۱   | —     | —     | n/a   |
| ۴۰          | قطر           | ۲٫۶    | ۲٫۶    | ۲٫۵    | ۲٫۶    | ۳٫۰    | ۲٫۲    | ۲٫۱    | ۲٫۰    | ۲٫۰         | ۱٫۴         | ۱٫۴         | ۱٫۱         | ۰٫۷   | ۰٫۶   | ۰٫۵   | —     |
| ۴۱          | بلاروس        | ۲٫۵    | ۲٫۴    | ۲٫۲    | ۲٫۶    | ۲٫۵    | ۲٫۲    | ۲٫۷    | ۲٫۶    | ۲٫۵         | ۲٫۴         | ۲٫۶         | ۲٫۴         | ۱٫۵   | 1.5   | —     | —     |
| ۴۲          | لوکزامبورگ    | ۲٫۲    | ۲٫۲    | ۲٫۳    | ۲٫۱    | ۲٫۲    | ۲٫۱    | ۲٫۲    | ۲٫۵    | ۲٫۵         | ۲٫۱         | ۲٫۶         | ۲٫۹         | ۲٫۶   | ۳٫۶   | ۴٫۶   | ۴٫۵   |
| ۴۳          | پرتغال        |        | ۲٫۱    | ۲٫۰    | ۲٫۰    | ۲٫۱    | ۲٫۱    | ۲٫۰    | ۲٫۰    | ۱٫۵         | ۱٫۶         | ۲٫۰         | ۱٫۹         | ۱٫۱   | ۰٫۸   | ۰٫۷   | ۰٫۳   |
| ۴۴          | مجارستان      | ۲٫۰    | ۱٫۹    | ۱٫۳    | ۱٫۷    | ۱٫۲    | ۰٫۹    | ۱٫۵    | ۱٫۸    | ۱٫۷         | ۱٫۴         | ۲٫۱         | -           | -     | -     | -     | -     |
| ۴۵          | صربستان       | ۲٫۰    | ۱٫۵    | ۱٫۲    | ۱٫۰    | ۰٫۶    | ۰٫۴    | ۰٫۳    | ۱٫۳    | ۱٫۳         | ۱٫۱         | ۱٫۷         | -           | -     | -     | -     | -     |
|             | اتحاد شوروی   | -      | -      | -      | -      | -      | -      | -      | -      | -           | -           | -           | -           | -     | -     | -     | 96.9  |
| —           | دیگران        | n/a    | n/a    | n/a    | n/a    | n/a    | ۲۸٫۴   | ۲۹٫۵   | ۲۹٫۹   | 26.5 (est.) | 23.3 (est.) | 28.6 (est.) | 30.7 (est.) | n/a   | n/a   | n/a   | n/a   |

## صادرات
خالص: صادرات منهای واردات
| رتبه | کشور          | ارزش |
| ---- | ------------- | ---- |
| ۱    | چین           | ۷۴٫۸ |
| ۲    | ژاپن          | ۳۷٫۵ |
| ۳    | کره جنوبی     | ۳۱٫۴ |
| ۴    | روسیه         | ۳۱٫۱ |
| -    | اتحادیه اروپا | ۳۱٫۱ |
| ۵    | آلمان         | ۲۶٫۴ |
| ۶    | ایتالیا       | ۱۸٫۲ |
| ۷    | بلژیک         | ۱۸٫۱ |
| ۸    | ترکیه         | ۱۶٫۶ |
| ۹    | هند           | ۱۶٫۳ |
| ۱۰   | برزیل         | ۱۵٫۳ |
| ۱۱   | اوکراین       | ۱۵٫۲ |
| ۱۲   | فرانسه        | ۱۴٫۸ |
| ۱۳   | تایوان        | ۱۲٫۱ |
| ۱۴   | هلند          | ۱۰٫۹ |
| ۱۵   | ایالات متحده  | ۱۰٫۲ |

| رتبه | کشور      | ارزش |
| ---- | --------- | ---- |
| ۱    | چین       | ۶۰٫۹ |
| ۲    | ژاپن      | ۳۱٫۲ |
| ۳    | روسیه     | ۲۴٫۹ |
| ۴    | اوکراین   | ۱۳٫۸ |
| ۵    | برزیل     | ۱۳٫۰ |
| ۶    | کره جنوبی | ۱۲٫۰ |
| ۷    | هند       | ۷٫۵  |
| ۸    | تایوان    | ۴٫۷  |
| ۹    | ایران     | ۴٫۴  |
| ۱۰   | بلژیک     | ۴٫۰  |
| ۱۱   | اتریش     | ۳٫۳  |
| ۱۲   | اسلواکی   | ۲٫۲  |
| ۱۳   | هلند      | ۲٫۱  |

## واردات
خالص: واردات منهای صادرات
| رتبه | کشور          | ارزش |
| ---- | ------------- | ---- |
| -    | اتحادیه اروپا | ۴۱٫۲ |
| ۱    | ایالات متحده  | ۳۵٫۴ |
| ۲    | آلمان         | ۲۷٫۱ |
| ۳    | ایتالیا       | ۲۰٫۱ |
| ۴    | کره جنوبی     | ۱۹٫۳ |
| ۵    | ویتنام        | ۱۶٫۲ |
| ۶    | ترکیه         | ۱۵٫۸ |
| ۷    | فرانسه        | ۱۵٫۱ |
| ۸    | تایلند        | ۱۴٫۵ |
| ۹    | بلژیک         | ۱۴٫۱ |
| ۱۰   | چین           | ۱۳٫۹ |
| ۱۱   | مکزیک         | ۱۳٫۵ |
| ۱۲   | اندونزی       | ۱۱٫۰ |
| ۱۳   | لهستان        | ۱۰٫۷ |
| ۱۴   | اسپانیا       | ۹٫۹  |
| ۱۵   | هند           | ۸٫۹  |

| رتبه | کشور              | ارزش |
| ---- | ----------------- | ---- |
| ۱    | ایالات متحده      | ۲۵٫۲ |
| ۲    | تایلند            | ۱۲٫۶ |
| ۳    | ویتنام            | ۱۲٫۳ |
| -    | اتحادیه اروپا     | ۱۰٫۱ |
| ۴    | اندونزی           | ۸٫۷  |
| ۵    | مکزیک             | ۸٫۶  |
| ۶    | فیلیپین           | ۷٫۳  |
| ۷    | مالزی             | ۶٫۰  |
| ۸    | الجزایر           | ۴٫۶  |
| ۹    | لهستان            | ۴٫۵  |
| ۱۰   | پاکستان           | ۳٫۸  |
| ۱۱   | امارات متحده عربی | ۳٫۸  |
| ۱۲   | عربستان سعودی     | ۳٫۵  |
| ۱۳   | انگلستان          | ۳٫۱  |
| ۱۴   | اسرائیل           | ۲٫۸  |